# Eunice (namn)

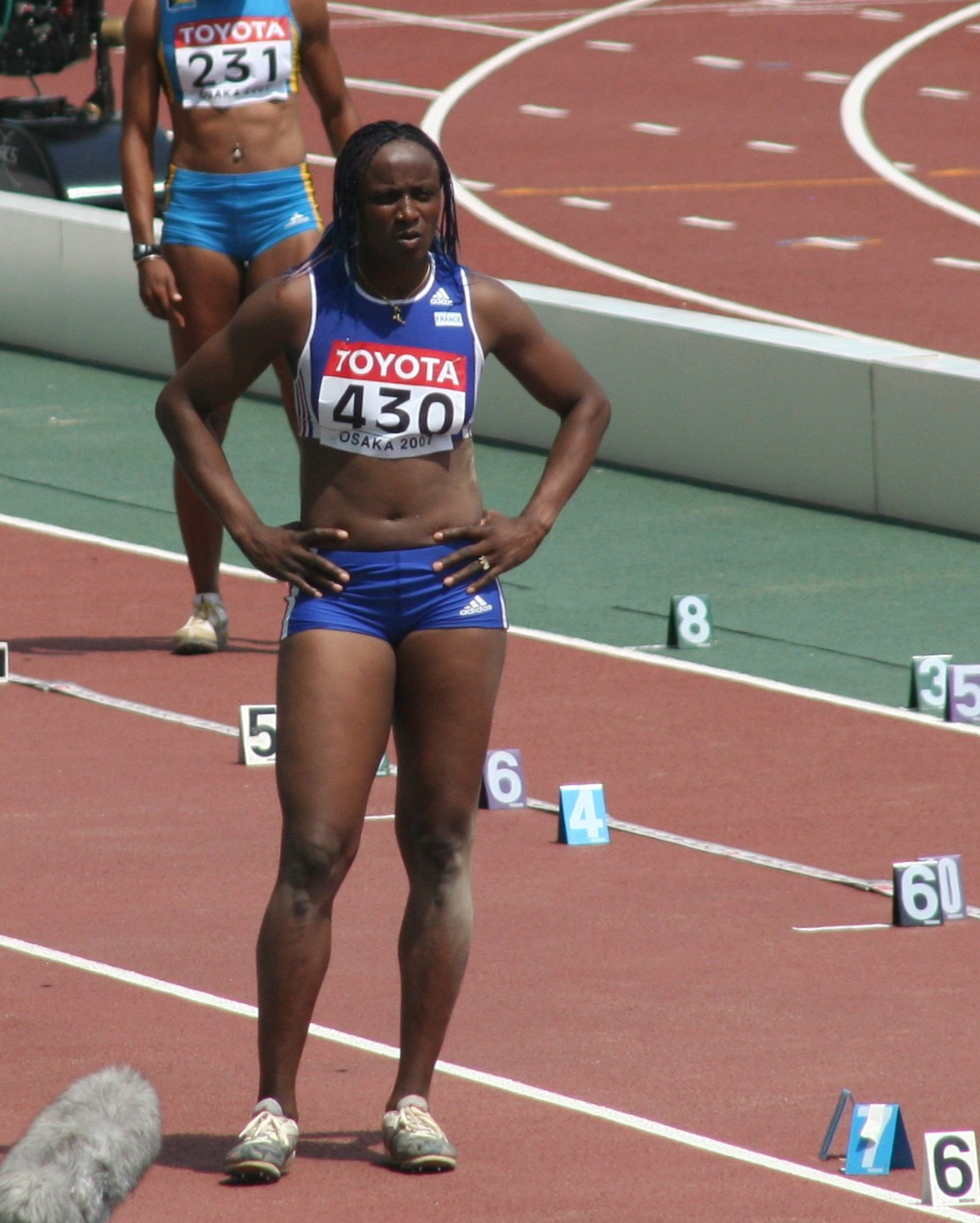
Sjukamparen Eunice Barber

Eunice är en engelsk form av ett ursprungligen grekiskt namn sammansatt av ord som betyder lyckosam och seger.
Den 31 december 2014 fanns det totalt 170 kvinnor folkbokförda i Sverige med namnet Eunice, varav 81 bar det som tilltalsnamn.
Namnsdag: saknas

## Personer med namnet Eunice
- Eunice Barber, fransk friidrottare
- Eunice Gayson, brittisk skådespelare
- Eunice Groark, amerikansk politiker
- Eunice Jepkorir, kenyansk friidrottare
- Eunice Kennedy Shriver, syster till amerikanske presidenten John F. Kennedy
- Eunice Kathleen Waymon, sångare känd som Nina Simone